# 座天使

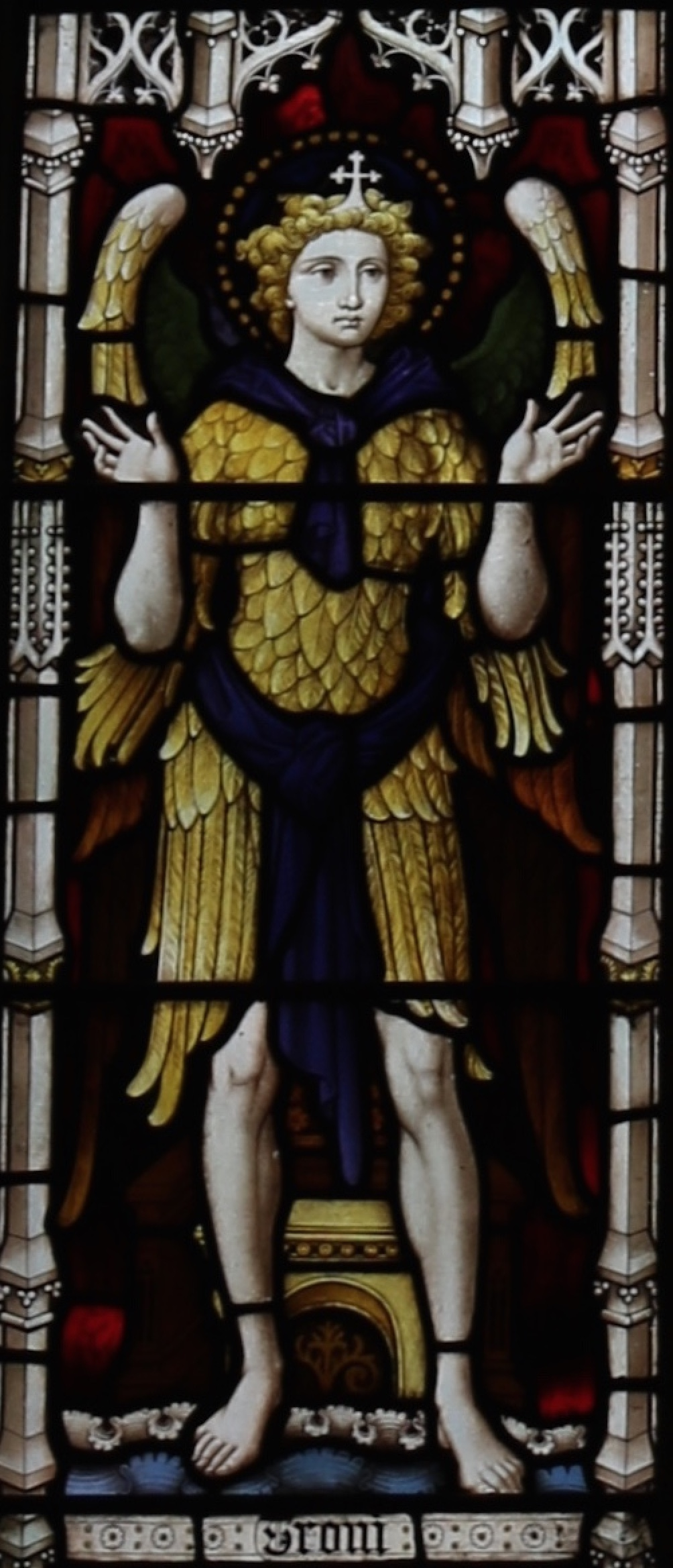
座天使，彩繪玻璃窗，位於英格蘭索莫頓 (索美塞特郡)的聖米迦勒暨諸天使堂 (索莫頓)。

座天使（亦稱，复数形式）見於以西結書一章15-18節，天主教譯作上座者或上座天使，基督新教譯作有位的，東正教譯作寶座天使；是天界理性的中间者。

## 概要
他们通过上级天使的中介而间接地从神圣的光照那里接受洁净、光明和完全。接近圣父的座。这称号表明他们有一种对一切尘世缺陷的超越。由于它们毫无激情和没有对物质的关心而完全适宜于管理物质。座天使是物质世界的基础和来源，也是天堂的顧問，以及所有行星的天使共事者。犹太教认为所有希伯来人的祖先升天後，俱化为座天使。而沙法爾、拉結爾和拉斐爾是座天使的君主，他们的使命为调和所有呈两极对峙的事物与现象。
座天使在旧约经典《以西结书》中有极详尽的描述。其中提及炽天使及智天使，是处于最内环的天使，是无实体的存在，然而在后是的文学作品中，却将此二者具象化了。如果炽、智天使维持其纯灵的存在体的话，位于第三天的座天使是物质化及物质世界的来源。犹太教似乎认为所有希伯来人的祖先升天后，俱化为座天使。此说自未为基督教所采纳。不过私底下，座天使的支配者，或云人前的具象化身，即是大天使拉斐尔、亚夫结。由于圣经中的描述都不相名目直接说出，包括炽天使，智天使和座天使在很多地方都有混淆，而《以西结书》第一章四至十四节中见“四活物”的叙述后神学者当其为智天使，但十五节和二十五节的“见四轮”又为座天使的描述，后神学者为避免混淆，将智天使定为“神的宝座”，而座天使乃“神的战车”，亦即神的座骑。
Ofanim是战车，Galgal是希伯来文的车轮、眼睛等之意。因此座天使是有着百眼、水苍色的神的车轮。